# Народы мира (энциклопедия)
Народы мира. Энциклопедия — однотомная этнографическая энциклопедия. Содержит около 600 статей, описывающих народы мира и 1500 иллюстраций.
Издана в 2007 году издательством «ОЛМА Медиа Групп». Основана на энциклопедиях «Народы и религии мира» 1998 года и «Народы мира» 1988 года, издательств «Большая Российская энциклопедия» и «Советская энциклопедия».

## Авторский коллектив
- Научно-редакционный совет: председатель академик РАН Чубарьян А. О.; к.и.н. Ищенко В. В., к.филос.н. Кордонский С. Г., д.и.н. Мироненко С. В., Молчанов Д. В., Островский М. В., д.и.н. Пыжиков А. В., Ткач О. П., академик РАН Фурсенко А. А., Хвостова Д. О.
- Научный редактор: к.и.н. Минц Л. М.
- Авторы: Анчабадзе Ю. Д., Арутюнов С. А., Ветюков В. А., Власова И. В. и др.

## Выходные данные
- Народы мира. Энциклопедия / под науч. ред. Минца Л. М.; науч.-ред.совет: Чубарьян А. О., Фурсенко А. А. и др. — М.: ОЛМА Медиа Групп, 2007. — 640 с. — ISBN 978-5-373-01057-3.

## Преемственность статей
Статьи этой энциклопедии по большей части копируют издание «Народы и религии мира», написанное и изданное другим авторским и редакторским коллективом, но при этом указывают им своё авторство, и какие-либо упоминания предыдущего издания отсутствуют. 